# أنتمي
أنتمي هو مشروع ومبادرة من دارة الملك عبد العزيز تهدف من خلالها إلى ربط الشباب السعودي بتاريخ المملكة العربية السعودية والتاريخ العربي الإسلامي وتحمل رؤية إعادة إحياء التراث والحضارة السعودية والعربية، والإسلامية.

## نبذة عامة
أطلقت مبادرة أنتمي بناءً على توجيهات من ولي العهد الأمير محمد بن سلمان بن عبدالعزيز آل سعود، لإبراز تاريخ المملكة العربي والإسلامي وحتى إمتدادًا للحضارات القديمة التي عاشت المنطقة، وذلك باستخدام أحدث الوسائل الرقمية التي تناسب توجهات الجيل الشاب موكبة لرؤية 2030.

## محتويات المشروع
يتضمن المشروع مجموعة من البرامج والتطبيقات والفيديوهات المنصات الإلكترونية 

## الأعمال

### الترفيهية
مسلسل يعرب

## وصلات خارجية
- الموقع الرسمي